# 리 위버
리 위버(Lee Weaver, 1930년 4월 10일 ~ )는 미국의 배우, 텔레비전 배우, 성우이다.
포트로더데일에서 태어났다.

## 영화
- 맥스 로즈 (2013년)
- 리틀 피시, 스트렌이지 폰드 (2009년)
- 미스터 픽스 잇 (2005년)
- 40살까지 못해본 남자 (2005년)
- 더 박스 (2003년)
- 걸프 (2001년) - 브루노 역
- 도니 다코 (2001년)
- 에볼루션 (2001년)
- 인 갓 위 트러스트 (2000년)
- 레드 레터 (2000년)
- 오 형제여 어디 있는가 (2000년)
- 굿바이 러버 (1999년)
- 13층 (1999년)
- 오퍼레이션 (1998년)
- 첫사랑 (1998년)
- 레게 파티 (1998년)
- 고질라 (1998년)
- 파더스 데이 (1997년)
- 스카우트 (1994년)
- 올리버의 모험 (1989년)
- 어둠의 낙원 (1989년)
- 지.아이.조: 더 무비 (1987년)
- 호보의 크리스마스 (1987년)
- 꾸러기팀 (1986년)
- 지.아이. 조 - 1985년 시리즈 (1985년)
- 코스비 가족 (1984년)
- 클레오파트라 존스 (1973년)
- 배니싱 포인트 (1971년)